# Carlepont
Carlepont est une commune française située dans le département de l'Oise en région Hauts-de-France. Ses habitants sont appelés les Carolipontois.

## Géographie

### Description
Carlepont est un bourg picard périurbain du Noyonnais situé à 19 km au nord-est de Compiègne, 68 km à l'est de Beauvais, 36 km au sud-est de Montdidier et 42 km au sud-ouest de Saint-Quentin.
Il est aisément accessible depuis les anciennes routes nationales RN 32 et RN 334.
Carlepont est traversé par le sentiers de grande randonnée GR 123, Via Turonensis (GR 655) GR 12A.

### Hydrographie

#### Réseau hydrographique
La commune est située dans le bassin Seine-Normandie. Elle est drainée par le ru du Moulin, la Dordonne, le cours d'eau 02 de la commune de Carlepont, le cours d'eau 05 de la commune de Carlepont, le cours d'eau 07 de la commune de Carlepont, le fossé 03 de la commune de Carlepont, le fossé 06 de la commune de Carlepont, le fossé 10 de la commune de Carlepont et un autre petit cours d'eau,.

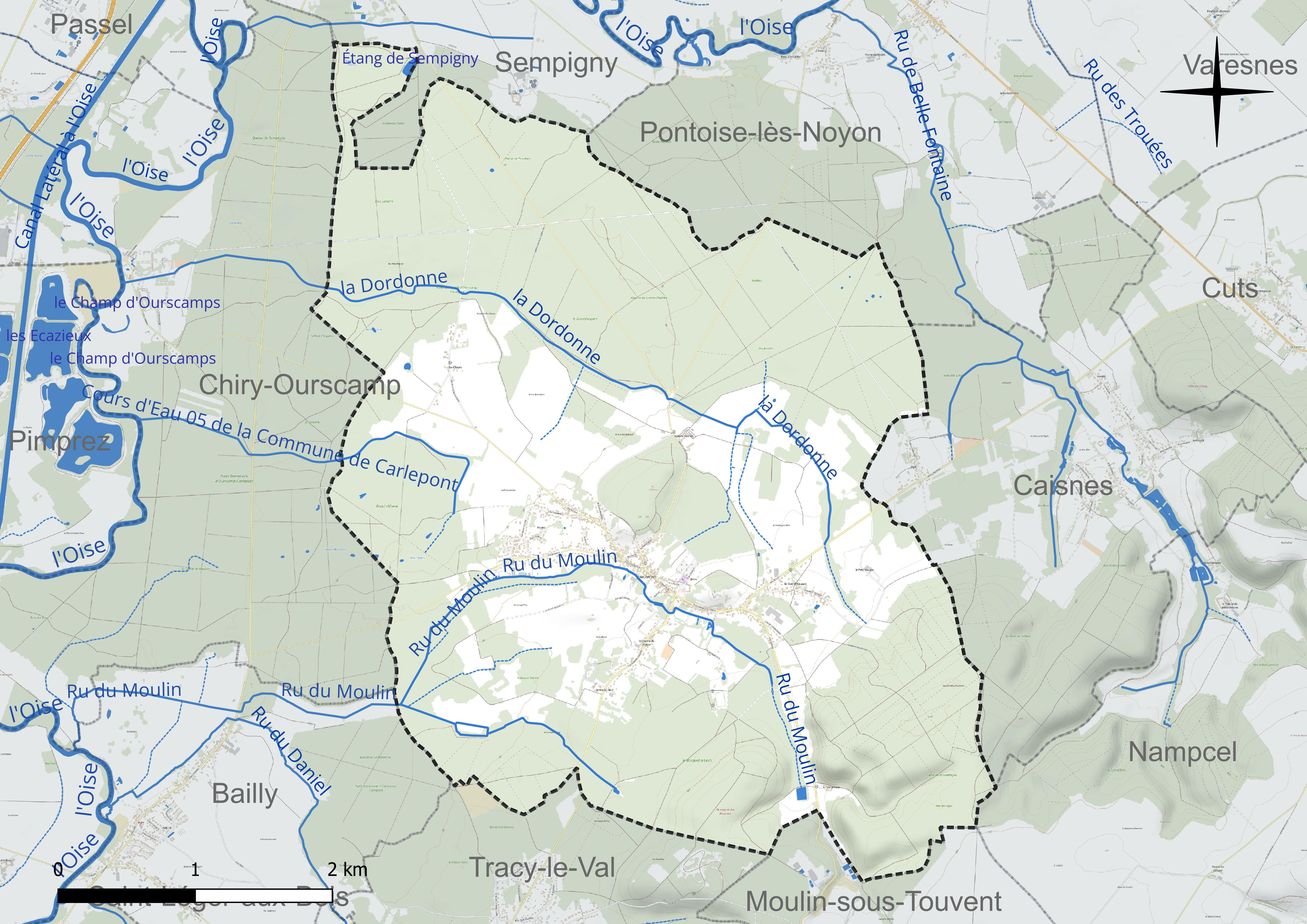
Réseau hydrographique de Carlepont.

Un plan d'eau complète le réseau hydrographique : l'étang de Sempigny, d'une superficie totale de 0,9 ha (0,7 ha sur la commune),.

#### Gestion et qualité des eaux
Le territoire communal est couvert par le schéma d'aménagement et de gestion des eaux (SAGE) « Sensée ». Ce document de planification concerne un territoire de 1 013 km2 de superficie, délimité par le bassin versant de l'Oise moyenne. Le périmètre a été arrêté le 24 avril 2017 et le SAGE est, en 2024, encore en élaboration. La structure porteuse de l'élaboration et de la mise en œuvre est le syndicat mixte du SAGE Oise-Moyenne (SMOM).
La qualité des cours d'eau peut être consultée sur un site dédié géré par les agences de l'eau et l'Agence française pour la biodiversité.

### Climat
Pour des articles plus généraux, voir Climat des Hauts-de-France et Climat de l'Oise.
En 2010, le climat de la commune est de type climat océanique dégradé des plaines du Centre et du Nord, selon une étude du CNRS s'appuyant sur une série de données couvrant la période 1971-2000. En 2020, Météo-France publie une typologie des climats de la France métropolitaine dans laquelle la commune est dans une zone de transition entre le climat océanique et le climat océanique altéré et est dans la région climatique Nord-est du bassin Parisien, caractérisée par un ensoleillement médiocre, une pluviométrie moyenne régulièrement répartie au cours de l'année et un hiver froid (3 °C).
Pour la période 1971-2000, la température annuelle moyenne est de 10,7 °C, avec une amplitude thermique annuelle de 14,8 °C. Le cumul annuel moyen de précipitations est de 692 mm, avec 10,8 jours de précipitations en janvier et 9 jours en juillet. Pour la période 1991-2020, la température moyenne annuelle observée sur la station météorologique la plus proche, située sur la commune de Chauny à 18 km à vol d'oiseau, est de 11,1 °C et le cumul annuel moyen de précipitations est de 709,9 mm,. Pour l'avenir, les paramètres climatiques de la commune estimés pour 2050 selon différents scénarios d'émission de gaz à effet de serre sont consultables sur un site dédié publié par Météo-France en novembre 2022.

### Milieux naturels et biodiversité
Comme son nom l'indique, une partie de la forêt domaniale d'Ourscamps-Carlepont se trouve sur le territoire communal.
Celle-ci est concernée par la zone naturelle d'intérêt écologique, faunistique et floristique (ZNIEFF) du massif forestier de Compiègne, Laigue et Ourscamps-Carlepont de type 1 et la zone importante pour la conservation des oiseaux (ZICO) des forêts de Compiègne, Laigue et Ourscamps utilisée comme halte migratoire, site d'hivernage et site de nidification pour de nombreuses espèces
avifaunistiques.

## Urbanisme

### Typologie
Au 1er janvier 2024, Carlepont est catégorisée bourg rural, selon la nouvelle grille communale de densité à sept niveaux définie par l'Insee en 2022.
Elle est située hors unité urbaine. Par ailleurs la commune fait partie de l'aire d'attraction de Compiègne, dont elle est une commune de la couronne,. Cette aire, qui regroupe 101 communes, est catégorisée dans les aires de 50 000 à moins de 200 000 habitants,.

### Occupation des sols
L'occupation des sols de la commune, telle qu'elle ressort de la base de données européenne d'occupation biophysique des sols Corine Land Cover (CLC), est marquée par l'importance des forêts et milieux semi-naturels (68 % en 2018), une proportion sensiblement équivalente à celle de 1990 (67,6 %). La répartition détaillée en 2018 est la suivante : 
forêts (64,6 %), prairies (16,8 %), terres arables (7,5 %), zones urbanisées (5 %), milieux à végétation arbustive et/ou herbacée (3,4 %), zones agricoles hétérogènes (2,7 %). L'évolution de l'occupation des sols de la commune et de ses infrastructures peut être observée sur les différentes représentations cartographiques du territoire : la carte de Cassini (XVIIIe siècle), la carte d'état-major (1820-1866) et les cartes ou photos aériennes de l'IGN pour la période actuelle (1950 à aujourd'hui).

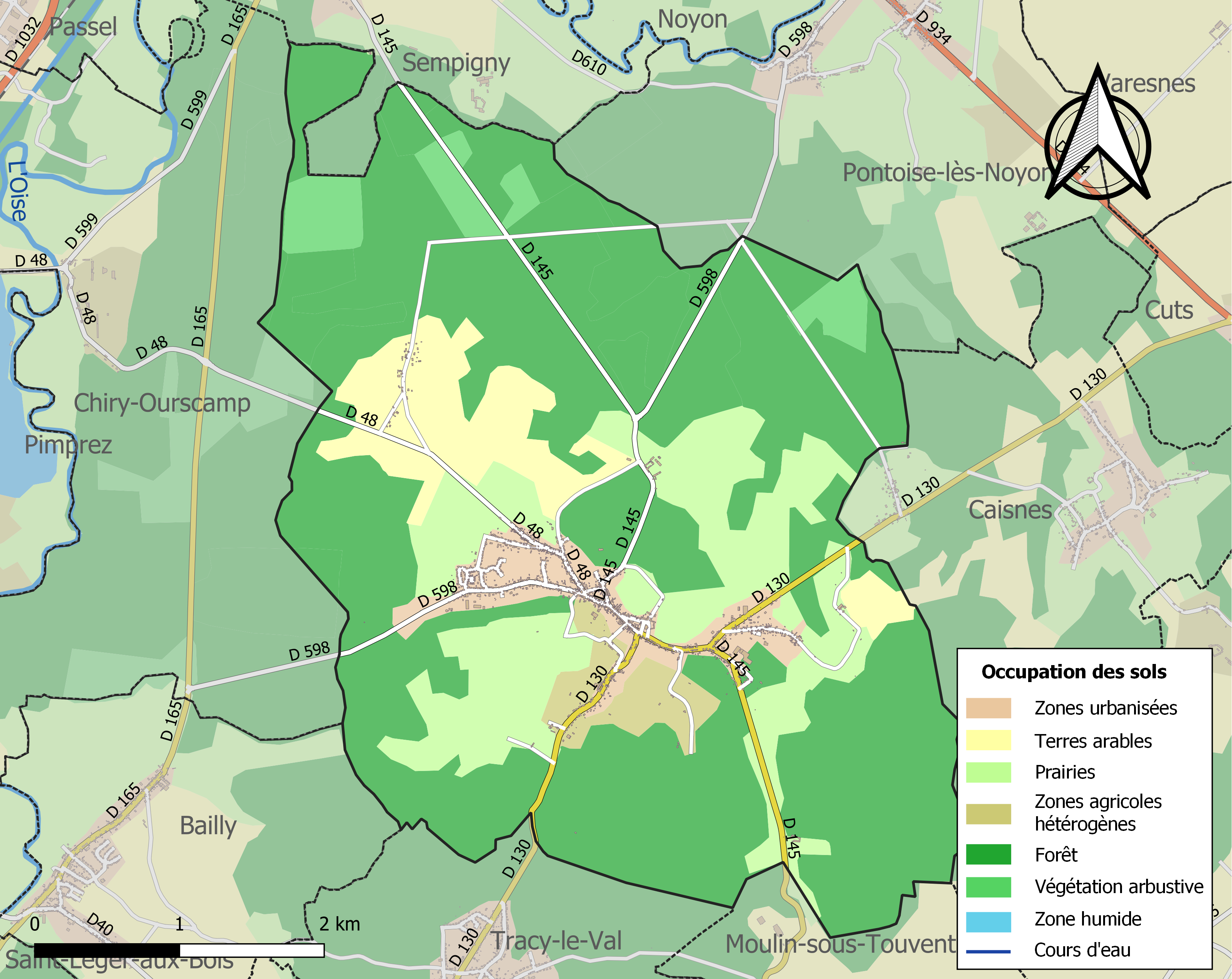
Carte des infrastructures et de l'occupation des sols de la commune en 2018 (CLC).

### Habitat et logement
En 2018, le nombre total de logements dans la commune était de 664, alors qu'il était de 636 en 2013 et de 590 en 2008.
Parmi ces logements, 90,8 % étaient des résidences principales, 3,1 % des résidences secondaires et 6,1 % des logements vacants. Ces logements étaient pour 94,4 % d'entre eux des maisons individuelles et pour 3,1 % des appartements.
Le tableau ci-dessous présente la typologie des logements à Carlepont en 2018 en comparaison avec celle de l'Oise et de la France entière. Une caractéristique marquante du parc de logements est ainsi une proportion de résidences secondaires et logements occasionnels (3,1 %) supérieure à celle du département (2,5 %) et à celle de la France entière (9,7 %). Concernant le statut d'occupation de ces logements, 82,2 % des habitants de la commune sont propriétaires de leur logement (84 % en 2013), contre 61,4 % pour l'Oise et 57,5 pour la France entière.
| Typologie                                               | Carlepont | Oise | France entière |
| ------------------------------------------------------- | --------- | ---- | -------------- |
| Résidences principales (en %)                           | 90,8      | 90,4 | 82,1           |
| Résidences secondaires et logements occasionnels (en %) | 3,1       | 2,5  | 9,7            |
| Logements vacants (en %)                                | 6,1       | 7,1  | 8,2            |

### Voies de communication et transports
La commune est desservie, en 2023, par les lignes 665, 670, 6331 et 6334 du réseau interurbain de l'Oise

## Toponymie
Le nom de la localité est attesté sous les formes ville de Karolipons (1200) ; Caroli pontem oedificavit (1200) ; Carolipontis (1200) ; Karolipons (1200) ; apud Carlepont (1234) ; Karlepont (1251) ; homines de Karoliponte (1255) ; super villam Karolipontis (1271) ; de Caroli ponte (vers 1300) ; apud Karoli pontem (1304) ; apud Caroli pontem (1304) ; Carolipons (1304) ; Callepont (1308) ; Carlepont (1308) ; major de Karoliponte (1309) ; Charlepont (vers 1340) ; Caillepont (1384) ; Charleport (1511) ; Carlepont pres Noyon en Picardie (1734) ; Carlepont (1840).

## Histoire

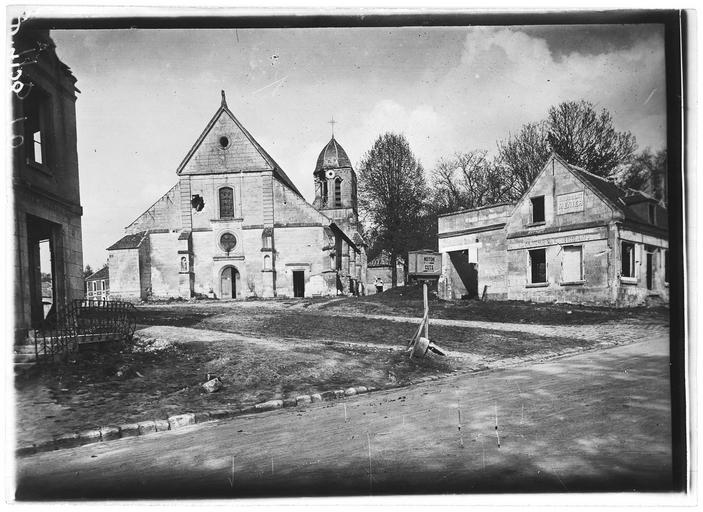
L'ancienne église, avant sa destruction pendant la Première Guerre mondiale.

La terre de Carlepont  appartenait aux évêques de Noyon, a qui elle est attribuée par le synode de 814.
L'évêque Étienne de Nemours accorde aux habitants de Carlepont une charte communale, confirmée par le roi Philippe-Auguste en  novembre 1200. La commune est administrée par cinq échevins, dont la nomination devait être conformée par l'évêque. Celui-ci fait élever à Carlepont un château dont il faît sa résidence et fonde dans le manoir une chapelle dédiée à Notre-Dame en 1213. Ce château est reconstruit par l'évêque Charles Ier de Hangest, qui y meurt le 29 juin 1528.
Le jour de Saint-Martin d'hiver, le maire et les échevins de Carlepont sont tenus de se trouver dans la maison épiscopale de Sempigny, et là, à genoux, de remettre à l'évêque de Noyon les redevances des habitants ; de son côté l'évêque devait leur donner à dîner. Les libertés communales accordées aux habitants ne sont pas un acte de désintéressement de la part de l'évêque car ils payent cher leurs privilèges de commune. Chaque habitant doit alors pour sa maison, un setier d'avoine, mesure de Noyon, dix-huit deniers et deux chapons, à la Saint-Remy, et autant à la Nativité. Pour une charrette de vin, il est dû à l'évêque un demi-setier, pour le rouage deux deniers, pour une faux de pré douze deniers  à la. fête de Saint-Martin ; pour un porc mâle d'un an et plus, deux deniers. Les habitants sont tenus de faire moudre leur blé au moulin de l'évêque, et cuire leur pain au four banal moyennant une redevance en nature. En échange, le prélat dispense les habitants de la taille à merci, de la corvée, du tonlieu, du service militaire, sauf pour défendre la terre de l'évêque. Ils avaient aussi la faculté de ramasser le bois mort dans la forêt de l'évêché.
Vers 1760, le château est reconstruit par Mgr de La Cropte de Bourzac, évêque de Noyon, dont le successeur, Mgr de Broglie, fait aménager les jardins. Le domaine est vendu comme bien national en 1791, revendu en 1801, puis en 1806, avant d'être acheté vers 1810 par le banquier suisse Gaspard Henri de Finguerlin et son épouse, Henriette de Sercey.
En 1828, il est revendu au gendre de cette dernière, Charles Edouard Standish, qui le revend au marquis de L'Aigle, dont le fils, Arthur de L'aigle, le revend en 1847 à Denis Bernard de Graffenried.
En 1904, les héritiers Graffenried vendent Carlepont à Victor de Marcé.
M. de Laborde indique en 1792 qu'il « jouit de la vue la plus agréable, il y a des eaux magnifiques. L'aspect du côté des jardins qui sont en terrasses, est très pittoresque. La cour est ornée de colonnes et située en face d'une grande patte d'oie, dans une superbe forêt ». Lors de la Révolution française, le château épiscopal est vendu en 1793 à M. de Walchiers.
Carlepont a été, jusqu'à la fin de l'Ancien Régime, le lieu de villégiature des évêques de Noyon et dépendait du bailliage et de l'élection de Noyon, et de l'intendance de Soissons.
La compagnie d'arc de Carlepont existe depuis environ 1624.
Une fabrique de calicots est signalée à Carlepont en 1844. Des foires ont alors lieu dans la commune les premiers mardi de janvier, avril, juillet et octobre

### Première Guerre mondiale
Dès le début de la Première Guerre mondiale, Carlepont est occupé le 30 août 1914, et les hommes en âge de se battre sont faits prisonniers et déportés en Allemagne.
La commune est le siège de très violents combats en septembre 1914 où s'illustre notamment des régiments de Zouaves.
Lors de l'opération Alberich, la commune est libérée le 18 mars 1917 et les habitants évacués. La commune redevient française pendant une année mais demeure en zone avancée sous contrôle militaire strict.
La commune est de nouveau envahie lors de l'offensive du Printemps  en juin 1918 mais ses habitants ont été évacués sur ordre de l'armée française. La commune est définitivement libérée le 30 août 1918,.
Le village est considéré comme détruit à la fin de la guerre et a  été décoré de la Croix de guerre 1914-1918, le 15 février 1921.
Fortement endommagé, le château n'a pas été reconstruit.

### Seconde Guerre mondiale
Le 7 mars 1942 à midi, vingt otages communistes ou juifs sont fusillés à Carlepont par l'occupant, au titre de représailles des attentats et sabotages. Parmi eux Corentin Cariou, Baptiste Léopold Réchossière et Pierre Rigaud.
Le même jour  sont exécutés des otages à Clairvaux, parmi lesquels René Le Gall et Pierre Semard,.

## Politique et administration

### Rattachements administratifs et électoraux

#### Rattachements administratifs
La commune se trouve dans l'arrondissement de Compiègne du département de l'Oise.
Elle faisait partie depuis 1801 du canton de Ribécourt-Dreslincourt. Dans le cadre du redécoupage cantonal de 2014 en France, cette circonscription administrative territoriale a disparu, et le canton n'est plus qu'une circonscription électorale.

#### Rattachements électoraux
Pour les élections départementales, la commune fait partie depuis 2014 du canton de Noyon
Pour l'élection des députés, elle fait partie de la sixième circonscription de l'Oise.

### Intercommunalité
Carlepont était membre de la communauté de communes du Pays Noyonnais, un établissement public de coopération intercommunale (EPCI) à fiscalité propre créé en 1994 et auquel la commune a transféré un certain nombre de ses compétences, dans les conditions déterminées par le code général des collectivités territoriales.

### Liste des maires
| Période                                  | Période                       | Identité                    | Étiquette | Qualité                                                                                 |
| ---------------------------------------- | ----------------------------- | --------------------------- | --------- | --------------------------------------------------------------------------------------- |
| Les données manquantes sont à compléter. |                               |                             |           |                                                                                         |
| Avant 1840                               |                               | C. des Acres de l'Aigle     |           | Propriétaire                                                                            |
| Début du XIXe siècle                     |                               | Gaspard-Henri de Finguerlin |           |                                                                                         |
| Les données manquantes sont à compléter. |                               |                             |           |                                                                                         |
| 1959                                     | 1993                          | Jean Maes                   |           |                                                                                         |
| 1993                                     | 1995                          | Jacques Capelle             |           |                                                                                         |
| juin 1995                                | mars 2001                     | Xavier Lochmann             |           |                                                                                         |
| mars 2001                                | septembre 2012                | Jean-Michel Vicaire         | PCF       | vice-président de la communauté de communes[Quand ?] Démissionnaire                     |
| septembre 2012                           | En cours (au 2 décembre 2021) | Patrice Argier              |           | Vice-président de la CC du Pays Noyonnais (2012 → 2020) réélu pour le mandat 2020-2026, |

## Équipements et services publics

### Enseignement
La commune comprend une école de six classes, deux de maternelle et quatre de primaire, dont la cantine et le périscolaire sont gérés par l'intercommunalité.

### Santé
L'intercommunalité envisage la création pour Cuts et  Carlepont d'une antenne du centre de santé de Noyon.

## Population et société

### Démographie

#### Évolution démographique
L'évolution du nombre d'habitants est connue à travers les recensements de la population effectués dans la commune depuis 1793. Pour les communes de moins de 10 000 habitants, une enquête de recensement portant sur toute la population est réalisée tous les cinq ans, les populations de référence des années intermédiaires étant quant à elles estimées par interpolation ou extrapolation. Pour la commune, le premier recensement exhaustif entrant dans le cadre du nouveau dispositif a été réalisé en 2006.

En 2022, la commune comptait 1 402 habitants, en évolution de −6,72 % par rapport à 2016 (Oise : +0,87 %, France hors Mayotte : +2,11 %).
| 1793  | 1800  | 1806  | 1821  | 1831  | 1836  | 1841  | 1846  | 1851  |
| ----- | ----- | ----- | ----- | ----- | ----- | ----- | ----- | ----- |
| 1 116 | 1 459 | 1 510 | 1 577 | 1 719 | 1 781 | 1 778 | 1 757 | 1 653 |

| 1856  | 1861  | 1866  | 1872  | 1876  | 1881  | 1886  | 1891  | 1896  |
| ----- | ----- | ----- | ----- | ----- | ----- | ----- | ----- | ----- |
| 1 567 | 1 513 | 1 508 | 1 361 | 1 350 | 1 265 | 1 230 | 1 180 | 1 197 |

| 1901  | 1906  | 1911  | 1921 | 1926 | 1931 | 1936 | 1946 | 1954 |
| ----- | ----- | ----- | ---- | ---- | ---- | ---- | ---- | ---- |
| 1 173 | 1 154 | 1 077 | 543  | 756  | 711  | 637  | 647  | 665  |

| 1962 | 1968 | 1975 | 1982  | 1990  | 1999  | 2006  | 2011  | 2016  |
| ---- | ---- | ---- | ----- | ----- | ----- | ----- | ----- | ----- |
| 789  | 929  | 992  | 1 237 | 1 348 | 1 369 | 1 439 | 1 449 | 1 503 |

| 2021  | 2022  | - | - | - | - | - | - | - |
| ----- | ----- | - | - | - | - | - | - | - |
| 1 438 | 1 402 | - | - | - | - | - | - | - |

#### Pyramide des âges
La population de la commune est relativement jeune.
En 2018, le taux de personnes d'un âge inférieur à 30 ans s'élève à 36,1 %, soit en dessous de la moyenne départementale (37,3 %). À l'inverse, le taux de personnes d'âge supérieur à 60 ans est de 23,4 % la même année, alors qu'il est de 22,8 % au niveau départemental.
En 2018, la commune comptait 754 hommes pour 767 femmes, soit un taux de 50,43 % de femmes, légèrement inférieur au taux départemental (51,11 %).
Les pyramides des âges de la commune et du département s'établissent comme suit.
| Hommes | Classe d’âge | Femmes |
| ------ | ------------ | ------ |
| 0,4    | 90 ou +      | 0,7    |
| 3,7    | 75-89 ans    | 5,9    |
| 18,3   | 60-74 ans    | 17,9   |
| 22,2   | 45-59 ans    | 20,8   |
| 18,7   | 30-44 ans    | 19,4   |
| 15,2   | 15-29 ans    | 16,1   |
| 21,5   | 0-14 ans     | 19,2   |

| Hommes | Classe d’âge | Femmes |
| ------ | ------------ | ------ |
| 0,5    | 90 ou +      | 1,4    |
| 5,5    | 75-89 ans    | 7,6    |
| 15,6   | 60-74 ans    | 16,3   |
| 20,8   | 45-59 ans    | 20     |
| 19,4   | 30-44 ans    | 19,4   |
| 17,6   | 15-29 ans    | 16,2   |
| 20,6   | 0-14 ans     | 19,1   |

### Cultes
L'ancienne paroisse catholique est fusionnée en 2021 avec ses voisines pour constituer la paroisse Notre-Dame-de-l'Espérance du Noyonnais, qui rayonne sur 83 communes.

## Culture locale et patrimoine

### Lieux et monuments
- Vestiges de l'église paroissiale Saint-Éloi du XVe siècle[54]. C'est la seule partie subsistante, avec son abside voûtée d'ogives à cinq pans, de l'édifice détruit pendant la Première Guerre mondiale et qui constitue désormais une chapelle de l'actuelle église, bâtie en pierre calcaire locale et dominée par un haut clocher latéral de style art déco intégré dans un massif de façade avec tribune. La nef de plan carré, est la partie la plus originale de l'édifice avec sa voûte d'arêtes encadrée par quatre arcs-doubleaux en plein cintre, inspirée peut-être par la chapelle du palais épiscopal de Laon des années 1180, qui montre une telle disposition, dérivée de modèles beaucoup plus anciens. La nef se poursuit par le chœur pentagonal qui  fait écho à l'abside de l'ancien édifice.
Les vitraux des années 1920 et 1930 sont notables : une très grande verrière représentant le Jeudi Saint ; en façade, un ensemble de cinq vitraux consacrés à saint Louis, saint Hubert, sainte Jeanne d'Arc, saint Médard et saint Sébastien ; enfin deux vitraux (1934) de Houille ayant pour thème l'ancienne église et le Christ bénissant un soldat agonisant[27],[55]

L'église Saint-Éloi
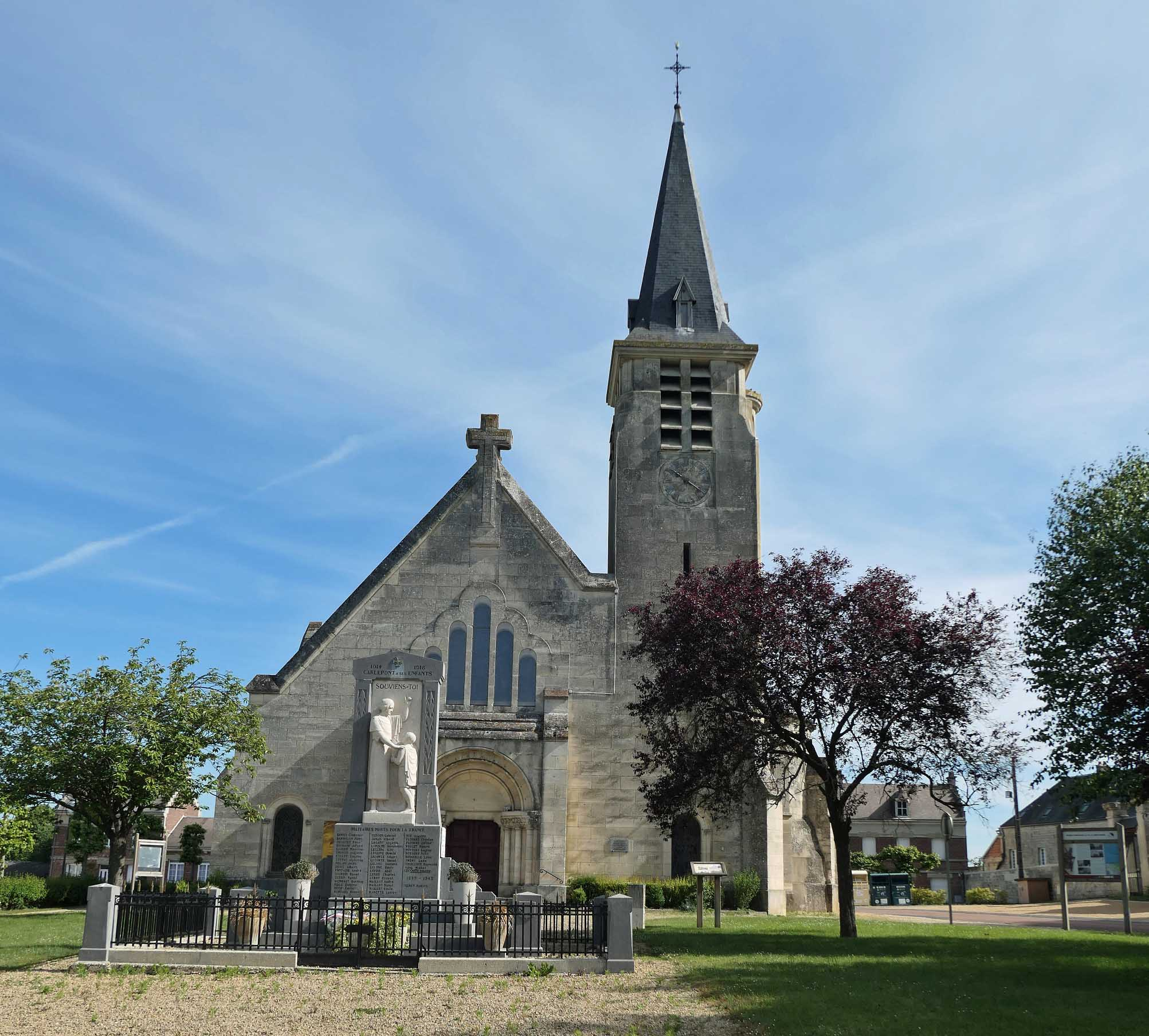
L'église et le monument aux morts
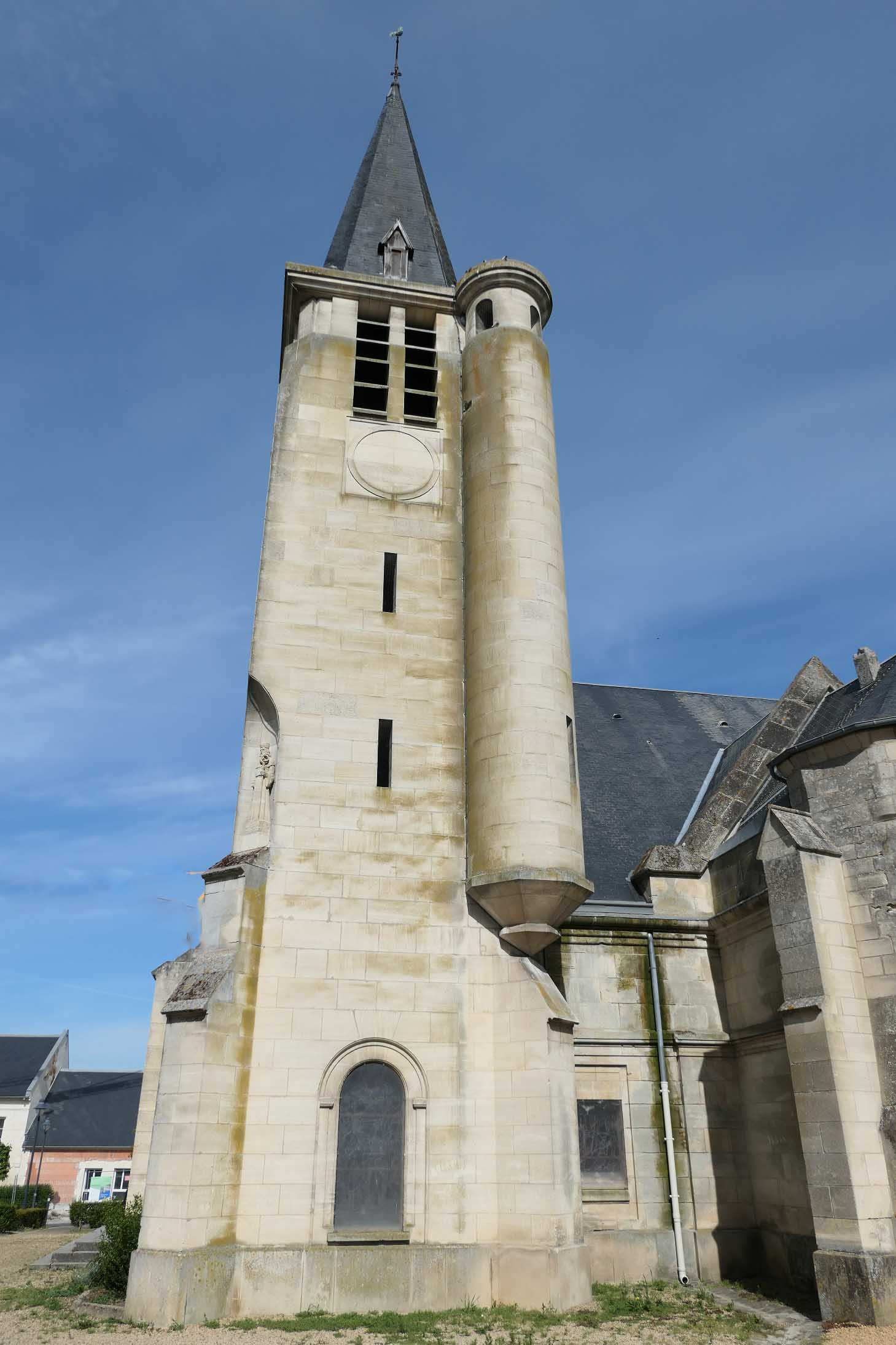
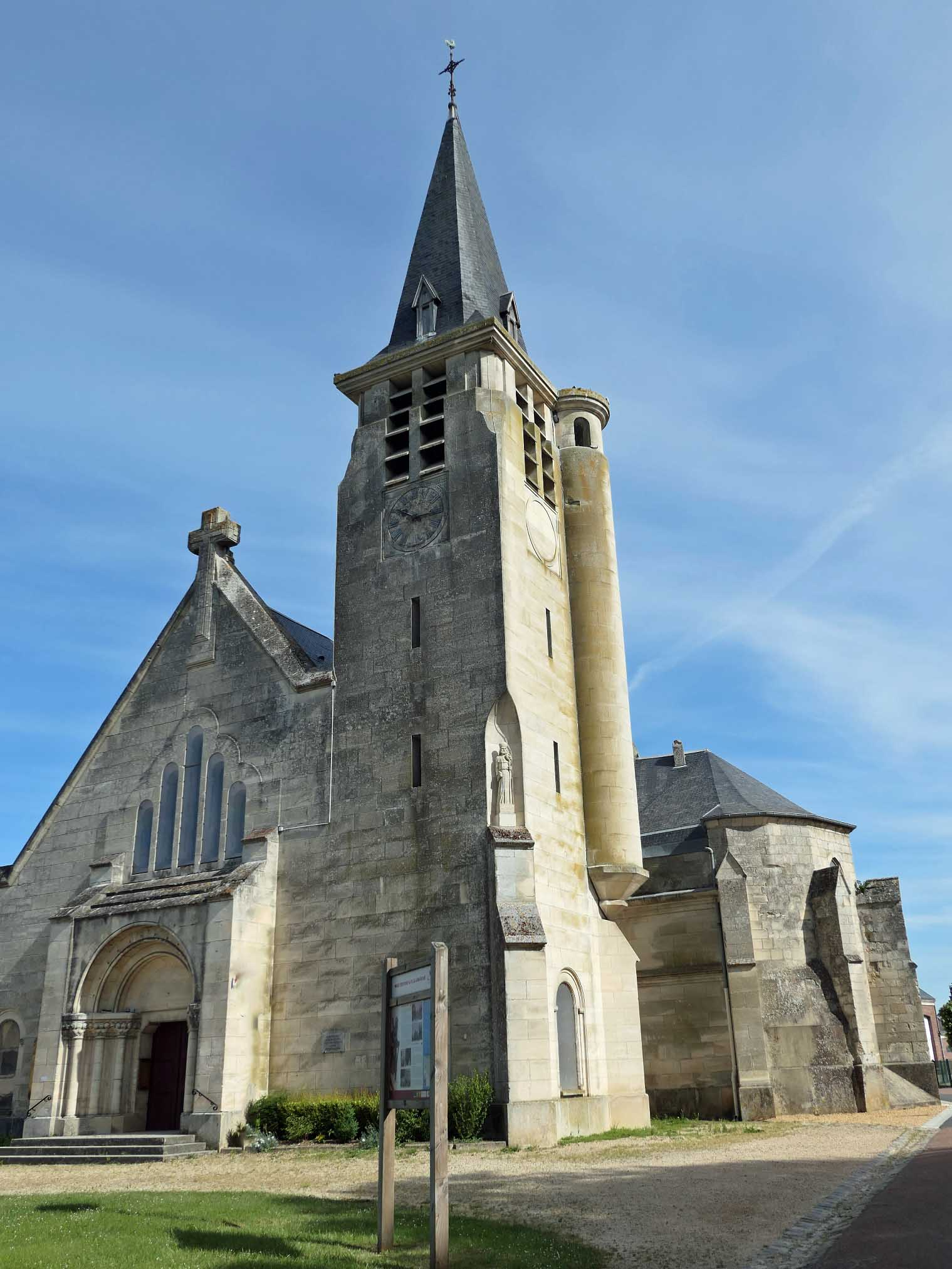
L'église et la chapelle latérale, vestige de l'ancienne église

- Forêt d'Ourscamp-Carlepont.
- Vestiges du château de Carlepont édifié en 1762 et détruit au cours de la Première Guerre mondiale.

Le château de Carlepont et la famille de Finguerlin de Bischingen.
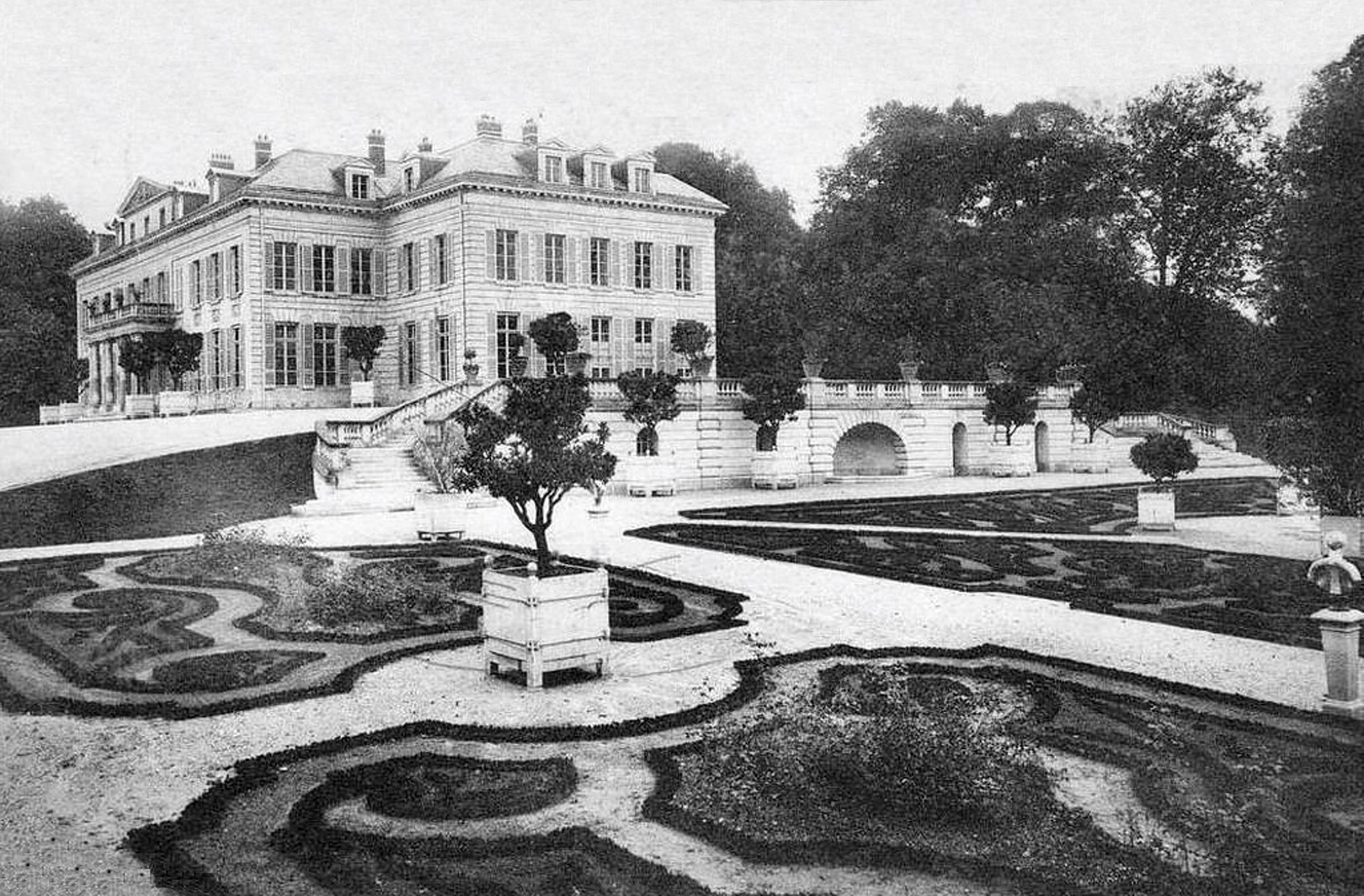
Le château de Carlepont avec ses jardins vers 1905.
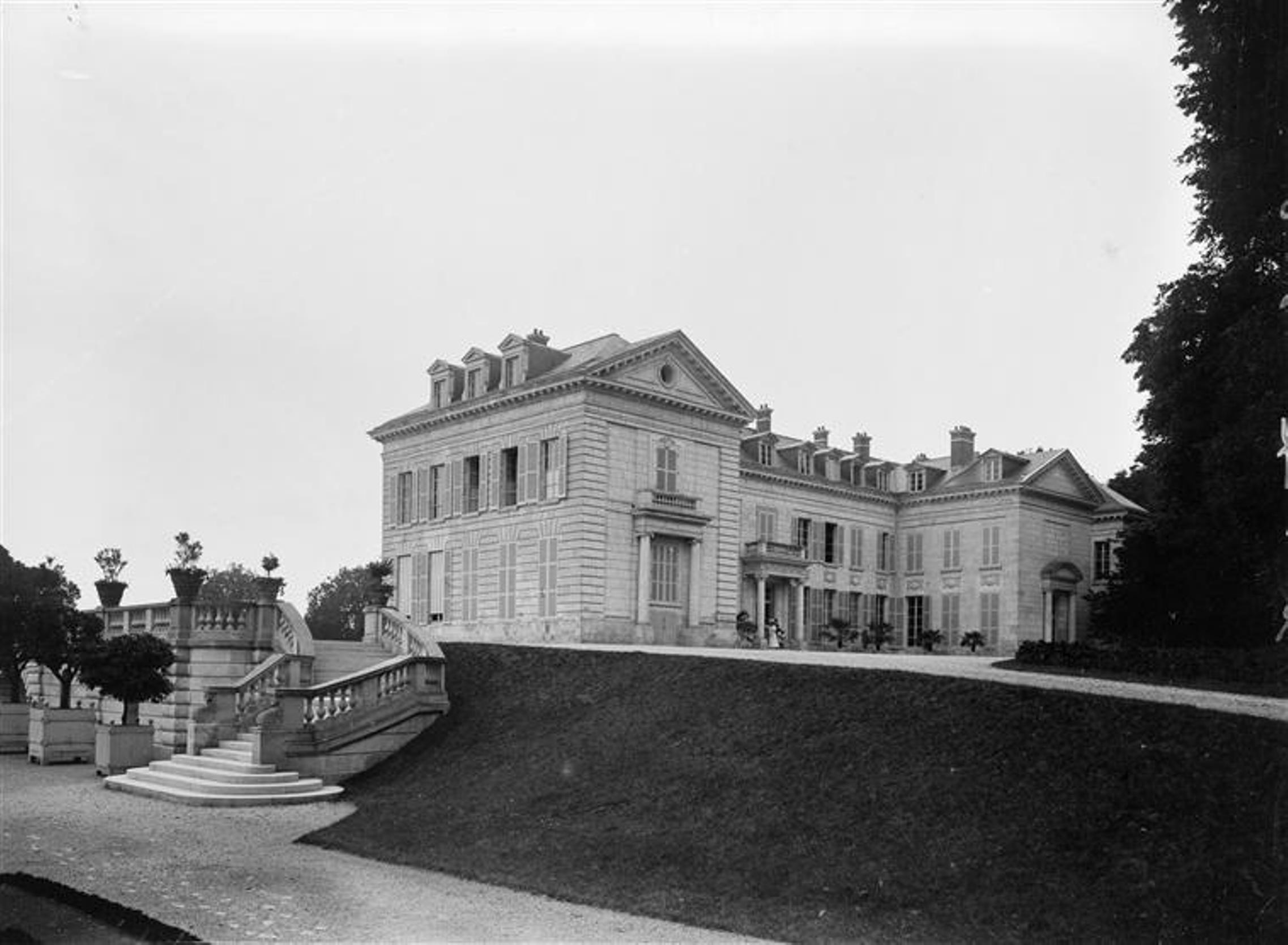
Le château de Carlepont, façade arrière en 1908.
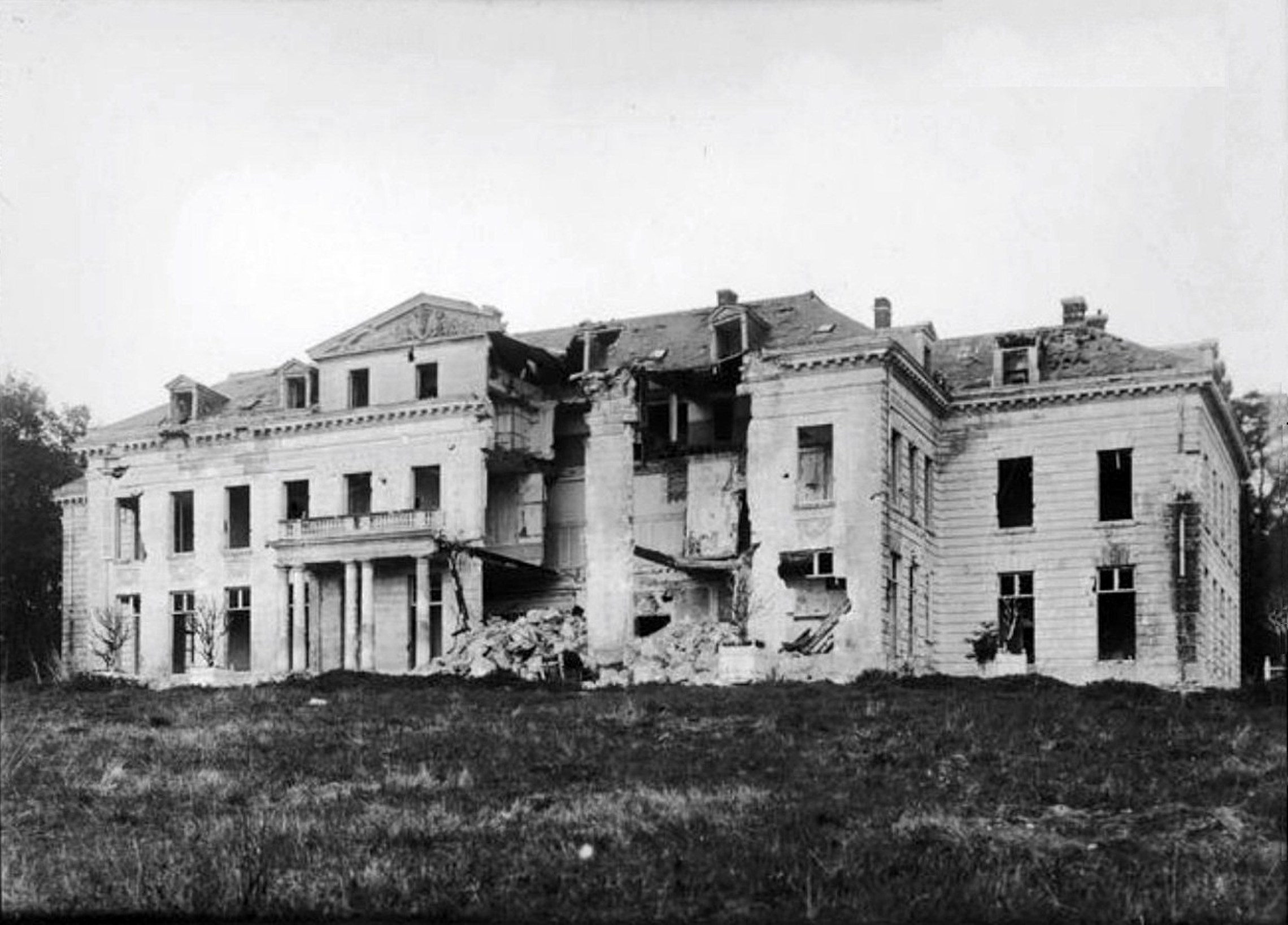
Ruines du château de Carlepont, en 1917, pendant la Première Guerre mondiale.
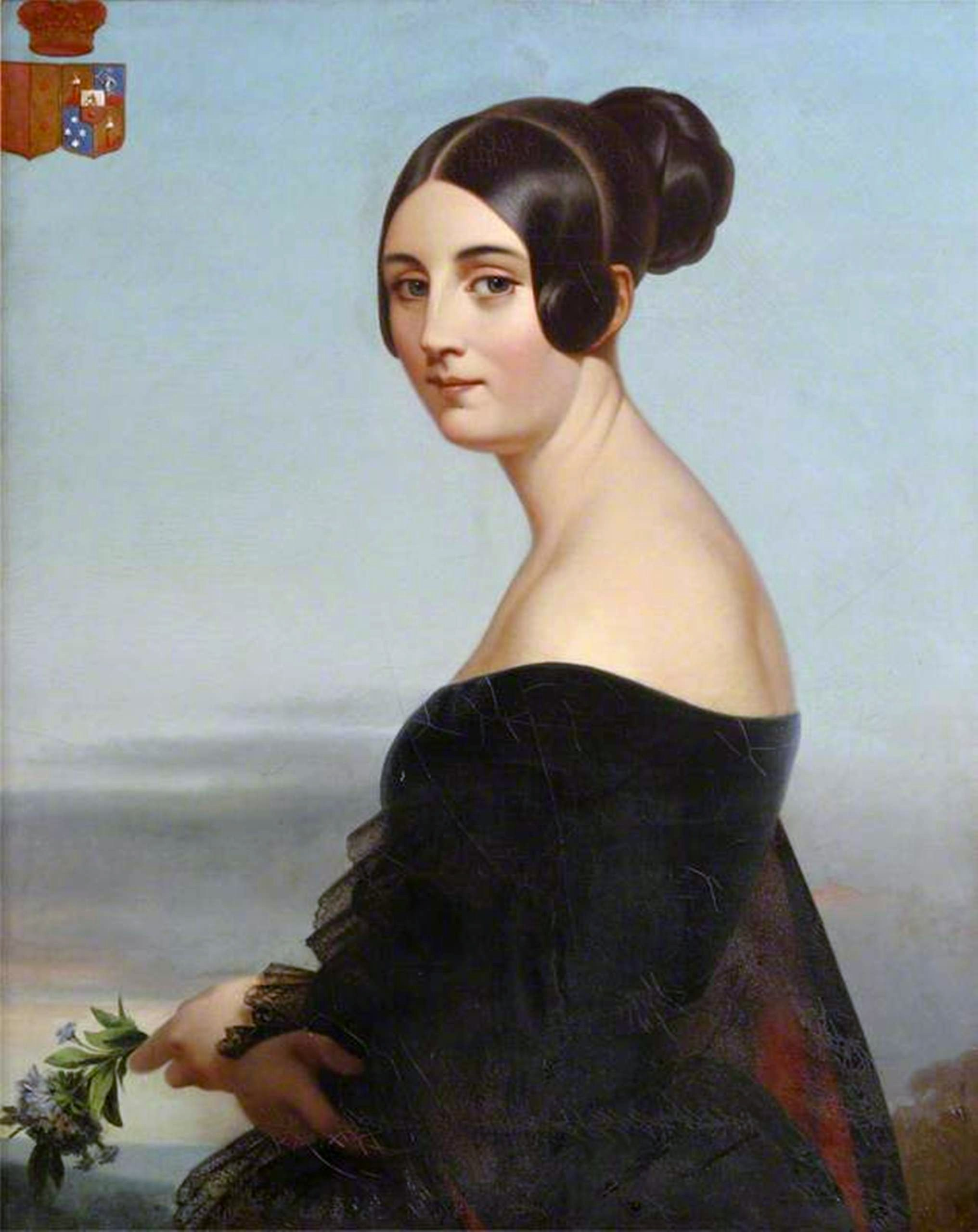
Gasparine Ursule Ida de Finguerlin de Bischingen (1805-1846)
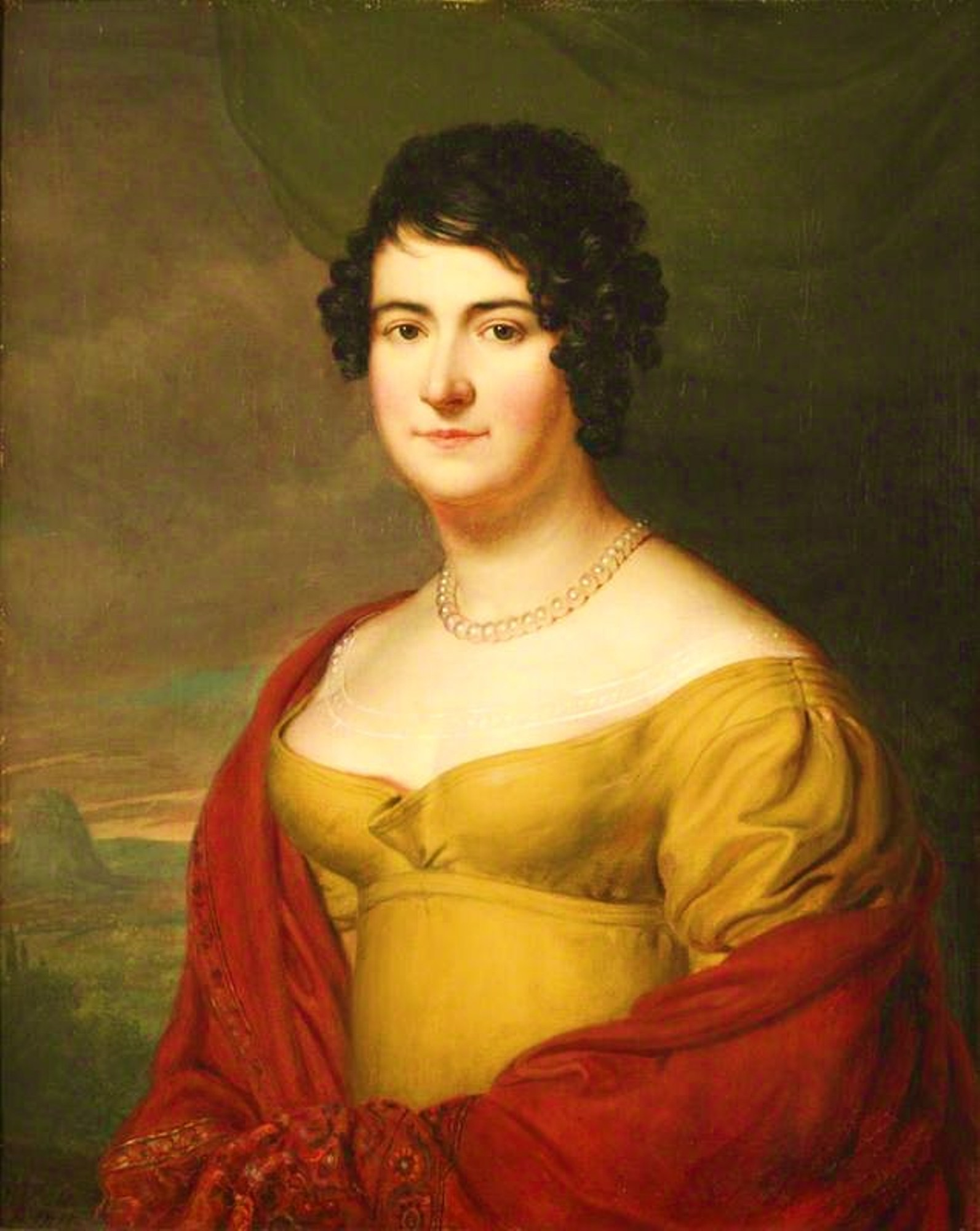
Henriette Rose Peronne de Sercey (1772-1849).

### Personnalités liées à la commune
- Émilie (dite Emma par la comtesse de Genlis) Conradine Matthiessen est née à Hambourg, le 28 juin 1801. Elle est la fille née du premier mariage de Rose Henriette Péronne de Sercey (1772-1849), nièce de la comtesse Félicité de Genlis, et du banquier allemand Johann Conrad Matthiessen (1751-1822). Émilie Matthiessen se marie à Carlepont le 18 janvier 1822 avec Charles Strickland Standish (1790-1863), Lord of the Manor of Standish. Elle meurt à Passy (aujourd'hui 16e arrondissement de Paris) le 24 juin 1831, à l'âge de 30 ans ; elle est inhumée dans l'ancienne église de Carlepont[56]. Pour les liens avec la famille Standish, Félicité de Genlis, de Finguerlin de Bischingen, de Sercey et la commune de Carlepont, on peut consulter l'article Famille Standish.
- Gasparine Ursule Ida de Finguerlin de Bischingen (1805-1846) mariée à Carlepont le 9 février 1830 avec Thomas Strickland Standish de Sizergh. Elle est la seconde fille du maire de Carlepont, Gaspard-Henri de Finguerlin de Bischingen[réf. nécessaire].
- Henriette Rose Peronne de Sercey (1772-1849) nièce de la comtesse Félicité de Genlis. Elle est propriétaire du château de Carlepont avec son second époux, le baron suisse Gaspard-Henri de Finguerlin de Bischingen (1776-1856)[réf. nécessaire].

Archives de la commune de Carlepont.
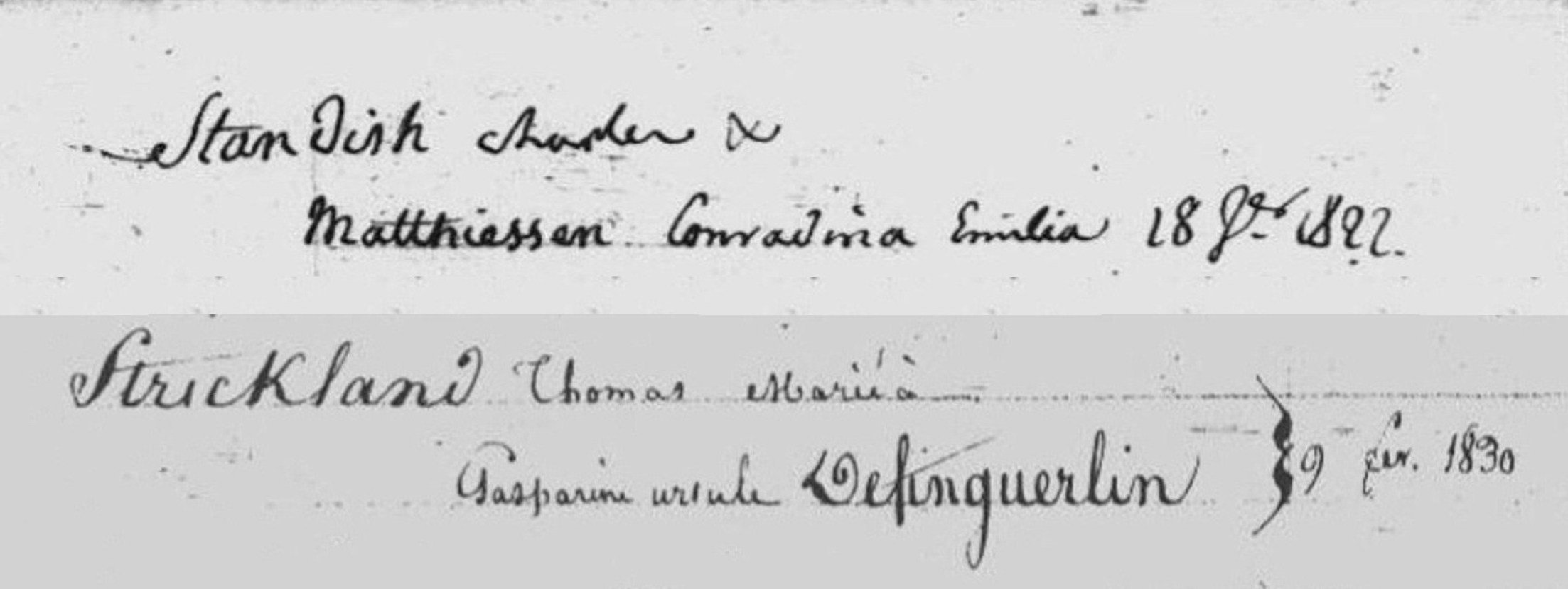
Table décennale des mariages de Carlepont de 1822 à 1832.
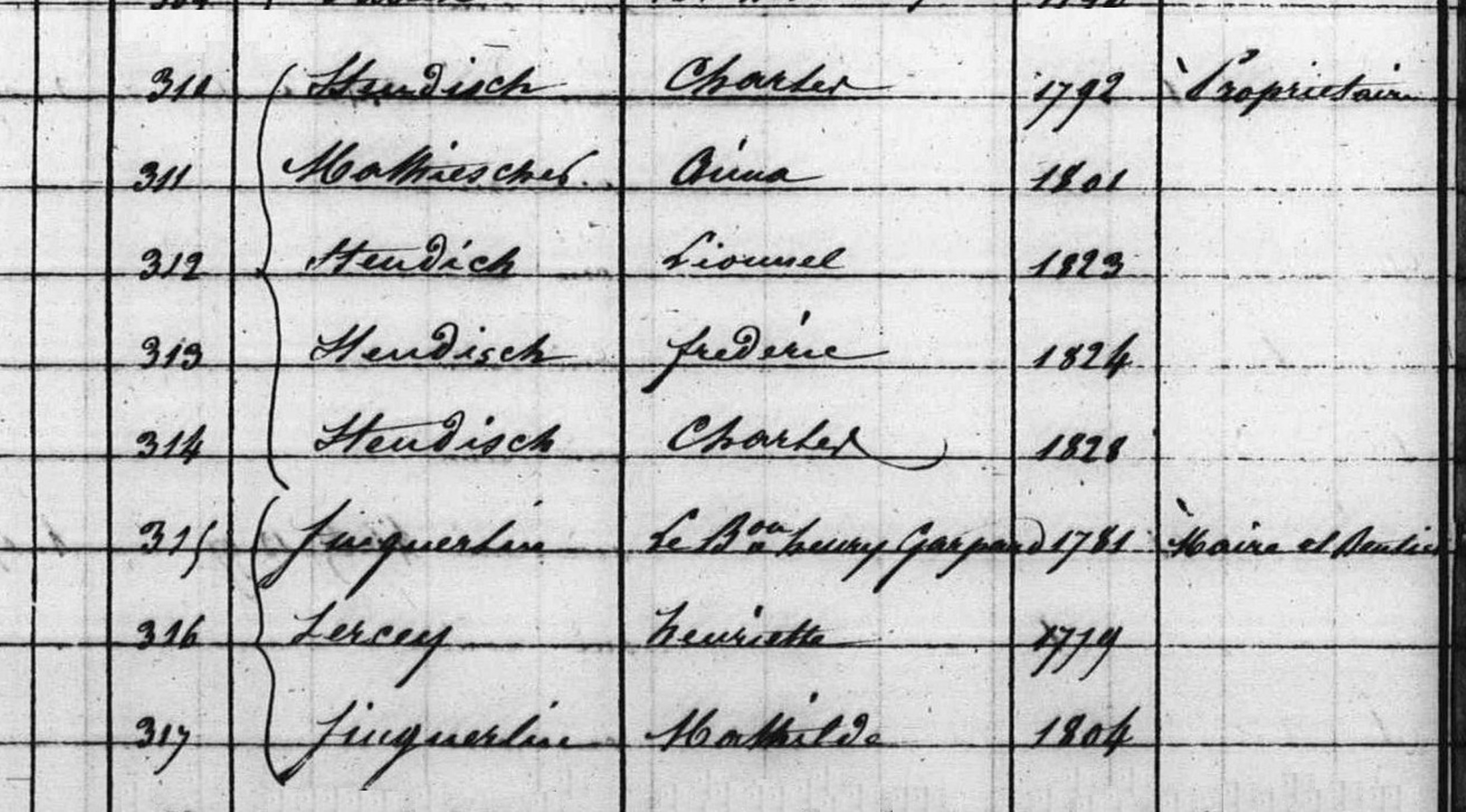
Recensement de la population de Carlepont en 1831. Famille Standish et famille Finguerlin de Bischingen au château de Carlepont.

- René Dorme : aviateur français, né le 30 janvier 1894 à Eix-Abaucourt dans la Meuse, et abattu près de Reims le 25 mai 1917. Neuvième as français dans les communiqués officiels de la Première Guerre mondiale. Durant cette guerre, alors qu'il était maréchal des logis dans l'artillerie, il voulut devenir aviateur. Il passa par l'école de Pau et y reçut son brevet de pilote le 24 avril 1915. Sa première affectation fut l'escadrille C.94 basée à Villacoublay au sein de laquelle il remporta sa première victoire le 3 avril 1916 en compagnie du soldat Huillet au-dessus de Carlepont.
- Guillaume Manier[57], « tailleur d'habits », pèlerin de Saint-Jacques-de-Compostelle en 1726-1727, est né à Carlepont le 19 juillet 1704 ; il a laissé un récit de son expédition[58]. Le texte, publié une première fois par  Xavier de Bonnault d'Houët en 1890, a été réédité chez Payot en 2002 avec une introduction de J.C. Bourlès.
- Michel Ritter (1853-1898), relieur mort sur la commune.

### Carlepont dans les arts

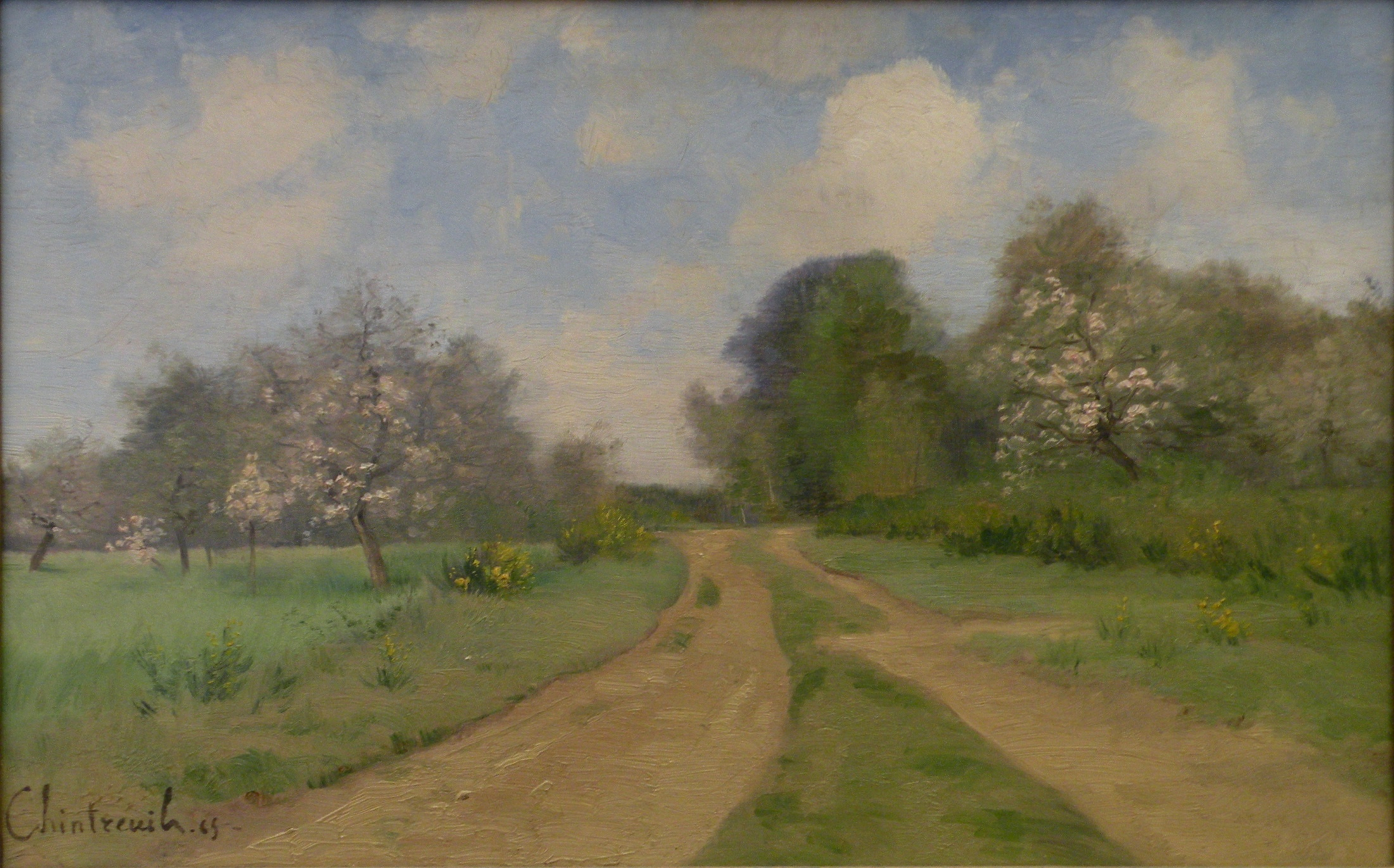
Antoine Chintreuil : Verger à Carlepont, 1865
Collection du Musée d'art moderne André-Malraux.

.